# 13580 de Saussure
13580 de Saussure este un asteroid din centura principală de asteroizi.

## Descriere
13580 de Saussure este un asteroid din centura principală de asteroizi. A fost descoperit pe 20 iulie 1993 la Observatorul La Silla de Eric Walter Elst. Asteroidul prezintă o orbită caracterizată de o semiaxă mare de 2,81 ua, o excentricitate de 0,23 și o înclinație de 5,8° în raport cu ecliptica.